# Mohammed Al-Issa
Pour les articles homonymes, voir Issa (homonymie).
Mohammed ben Abdel Karim al-Issa (arabe : محمد بن عبد الكريم العيسى, Muḥammad b. ʿAbd al-Karīm al-ʿĪsā), né le 9 juin 1965, est un homme politique saoudien, ministre de la Justice de 2009 à 2015 et secrétaire général de la Ligue islamique mondiale depuis 2016. 

## Situation personnelle

### Origines
Mohammed Al-Issa est né à Riyad le 9 juin 1965,.

### Formation
Mohammed Al-Issa est titulaire d'une licence en jurisprudence islamique (fiqh) de l'université islamique Mohammed ben Saoud (en) ainsi que d'un master et d'un doctorat en droit comparé de l'Institut supérieur de la magistrature (ar).

## Carrière

### Carrière professionnelle
Après ses études, Al-Issa enseigne à l'Institut supérieur de la magistrature (ar) (dont il est lui-même diplômé) ainsi qu'au département de droit public de la faculté de droit et de sciences politiques de l'université du Roi-Saoud. 

### Carrière politique
Il est ensuite nommé vice-président du "Comité des Griefs (un organe juridique pour l'arbitrage dépendant directement du Roi d'Arabie Saoudite) en 2007, charge qu'il occupe jusqu'en 2009. 

#### À la tête du ministère de la Justice (2009-2015)
Le 14 février 2009, le roi Abdallah surprend une partie des observateurs internationaux en nommant à des postes ministérielles une femme (Norah Al-Fayez) mais aussi plusieurs hommes réputés pour leurs convictions « progressistes » parmi lesquels Mohammed Al-Issa. Ce dernier échoie du ministère de la Justice (en), auparavant dirigé par le conservateur Abdallah ben Mohammed (en), membre des Al ach-Cheikh, la famille de savants (ouléma) wahhabites avec lesquels la dynastie régnante des Al Saoud se partage le pouvoir depuis la fondation du premier État saoudien en 1744. 
Durant son passage à la tête du ministère, le nombre d'exécutions dans le royaume connait une hausse « sans précédent », passant de 27 en 2010 à 158 en 2015,. 
En 2011, la Saoudienne Amina Nasser est décapitée pour sorcellerie et en 2014, l'activiste Raif Badawi est condamné à 10 ans de prison et à 1 000 coups de fouet pour avoir lancé un forum de débat politique en ligne qui « viole les valeurs islamiques et propage la pensée libérale »,. Mohammed Al-Issa se dit étranger à ces décisions, qui ont choqué les organisations de défense des droits de l'homme, et se désavoue des juges (qoudah) conservateurs les ayant rendues. 

##### Réformes

###### Codification des décisions de justice
Mohammed Al-Issa transforme le système judiciaire saoudien en profondeur en faisant adopter un projet de codification (taqnine) des décisions de justice qui avait été rejeté trois décennies auparavant, notamment en raison de l'opposition du Conseil des oulémas. Siégeant lui-même au sein de cette instance, Mohammed Al-Issa parvient à convaincre ses différents collègues de ne pas s'opposer à cette réforme qui vise à homogénéiser le droit saoudien afin que des affaires similaires ne se soldent pas par des verdicts diamétralement opposés du fait de la grande liberté d'interprétation (ijtihad) laissée aux juges (qoudah) de la loi islamique (charia),.  

###### Ouverture des licences d'avocat aux femmes
En octobre 2012, il ouvre la profession d'avocat aux femmes du royaume, concrétisant ainsi une promesse du ministère de la Justice datant de 2006,. 

#### À la tête de la Ligue islamique mondiale (depuis 2016)
Le 4 août 2016, il est nommé secrétaire général de la Ligue islamique mondiale. Succédant à Abdallah ben Abdel Mohsen at-Turki (en), il prend ses fonctions une semaine plus tard, le 11 août 2016.
En juillet 2022, le roi Salmane annonce que Mohammed el-Issa officiera le traditionnel sermon d'Arafat, à la Mosquée Namirah, durant le Hajj. Celui-ci donne un discours généraliste, parlant d'abord des cinq piliers de la religion musulmane, puis met en garde contre les dissensions internes au sein de la communauté musulmane, et invite à ignorer les insultes et pensées frivoles envers l'Islam, dans un but de tolérance et de fraternité. Il affirme par ailleurs que l'islam, a été envoyé par miséricorde et bonté envers l'humanité, de manière générale et sans distinction. 

## Opinions
Issa a soutenu lors d'une conférence à l'Université islamique Imam Muhammad bin Saud de Riyad en 2012 que le salafisme n'est qu'une approche  de l'islam et qu'il ne doit pas être considéré comme l'islam dans sa globalité. Il a en outre souligné que l'approche salafiste est modérée. Il a déclaré que le salafisme est la croyance et l'obéissance aux valeurs ancestrales de l'islam.
Issa reconnaît l'horreur de l'Holocauste et a dénoncé les tentatives de négation de l'Holocauste. Il plaide pour que les immigrants musulmans dans les pays occidentaux s'intègrent socialement.